# Bruno Garzena
Bruno Garzena (Venaria Reale, 1933. február 2. – Torino, 2024. július 30.) válogatott olasz labdarúgó, hátvéd.

## Pályafutása

### Klubcsapatban
1952–53-ban a Juventus, 1953–54-ben az Alessandria, 1954 és 1962 között ismét a Juventus labdarúgója volt. 1960–61-ben kölcsönben a Lanerossi Vicenza csapatában játszott. 1962–63-ban a Modena, 1963–64-ben a Napoli játékosa volt. 1964 és 1966 között az Ivrea együttesében fejezte be az aktív játékot. A Juventus csapatával két-két olasz bajnoki címet és kupagyőzelmet ért el.

### A válogatottban
1958-ban egy alkalommal szerepelt az olasz válogatottban.

## Sikerei, díjai
Juventus
- Olasz bajnokság (Serie A)
  - bajnok (2): 1957–58, 1959–60
- Olasz kupa (Coppa Italia)
  - győztes (2): 1959, 1960

## Statisztika

### Mérkőzése az olasz válogatottban
| Olaszország | Olaszország       | Olaszország          | Olaszország | Olaszország | Olaszország | Olaszország | Olaszország | Olaszország |
| #           | Dátum             | Helyszín             | Hazai       | Eredmény    | Vendég      | Kiírás      | Gólok       | Esemény     |
| ----------- | ----------------- | -------------------- | ----------- | ----------- | ----------- | ----------- | ----------- | ----------- |
| 1.          | 1958. március 23. | Bécs, Práter-stadion | Ausztria    | 3 – 2       | Olaszország | Európa-kupa | -           |             |
|             | Összesen          |                      |             | 1           | mérkőzés    |             | 0           | gól         |